# Robert Ameerali

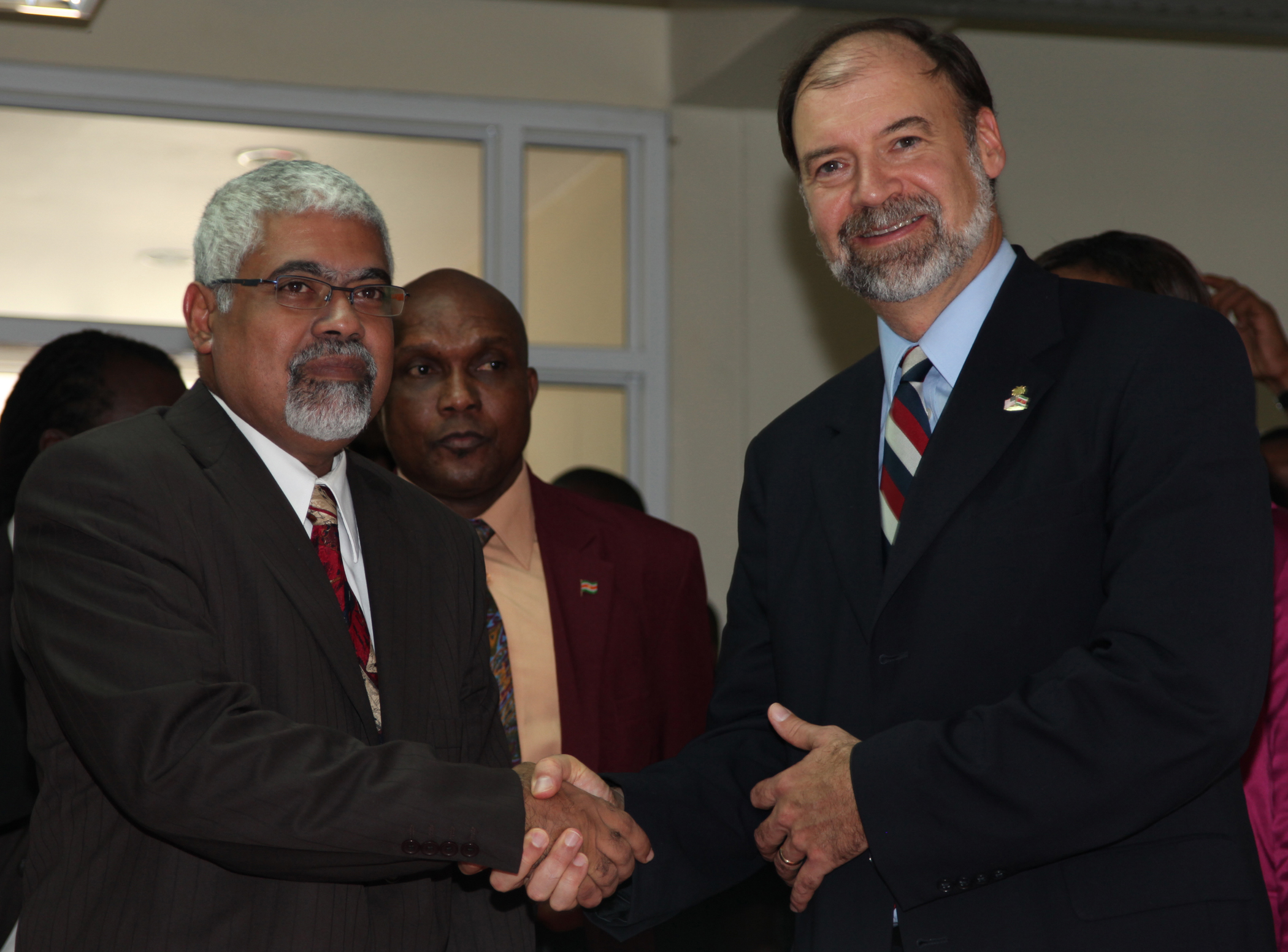
Robert Ameerali, links im Vordergrund

Robert Leo Antonius Ameerali  (* 16. August 1961 in Paramaribo, Suriname) ist ein surinamischer Politiker. Er war von 2010 bis 2015 Vizepräsident von Suriname. 

## Leben

### Bisherige berufliche Karriere
Ameerali absolvierte die Algemene Middelbare School, vergleichbar mit der   Hochschulreife. Von 1982 bis 2010 war er Direktor des von seinem Vater aufgebauten „Hotel Ameerali“ in Nieuw-Nickerie. Außerdem war er von 1988 bis 2010 Eigentümer und Direktor der NV Djinipi, zweier Kopie- und Digitaldruck Betriebe in Nieuw-Nickerie und Paramaribo. Von 1996 bis zu seiner Amtseinführung war er außerdem Vorsitzender der Kamer van Koophandel en Fabrieken (KKF) in Suriname. 

### Wahl zum Vizepräsidenten
Am 19. Juli 2010 wurde Robert Ameerali vom Parlament zum Vizepräsidenten von Suriname gewählt. Der parteilose Ameerali wurde von der A-Combinatie unter Vorsitz von Ronnie Brunswijk für das Amt vorgeschlagen. Die  Amtseinführung erfolgte zusammen mit Präsident Dési Bouterse am 12. August 2010. 
Nach den Parlamentswahlen vom 25. Mai 2015 wurde Ashwin Adhin sein Nachfolger im Amt.